# 4241 Pappalardo
4241 Pappalardo eller 1981 EX46 är en asteroid i huvudbältet som upptäcktes den 2 mars 1981 av den amerikanska astronomen Schelte J. Bus vid Siding Spring-observatoriet. Den är uppkallad efter Neil Pappalardo.
Den tillhör asteroidgruppen Koronis.